# Karen Bryant
Karen Bryant est une dirigeante américaine de basket-ball. Elle est présidente de la franchise WNBA du Storm de Seattle de sa fondation à 2014.

## Biographie
Elle commence sa carrière de dirigeante sportive en American Basketball League au Reign de Seattle en tant que directrice des opérations pendant la saison inaugurale de la formation en 1996. Après la disparition de l'ABL, elle est engagée par la famille Ackerley et les SuperSonics de Seattle en 1999 pour créer une nouvelle franchise WNBA. Le Storm de Seattle commence son activité sportive avec la saison WNBA 2000.
Après le départ des Sonics pour Oklahoma City, elle devient PDG de la nouvelle entité propriétaire du Storm, Force 10 Hoops, la première qui soit indépendante d'autres franchises. Sous sa direction, le Storm recrute Sue Bird et Lauren Jackson remporte les championnats 2004 puis 2010.
Après 15 années au service du Storm, Karen Bryant annonce au début de 2014 son retrait au terme de la saison à venir, tout en se déclarant optimiste pour la pérennité de la WNBA.